# Município de White Oak (condado de Onslow, Carolina do Norte)
Localização da Carolina do Norte nos E.U.A.
O município de White Oak (em inglês: White Oak Township) é um localização localizado no  condado de Onslow no estado estadounidense da Carolina do Norte. No ano 2010 tinha uma população de 20.751 habitantes.

## Geografia
O município de White Oak encontra-se localizado nas coordenadas 34° 44′ 33,58″ N, 77° 19′ 47,85″ O.